# 舉證責任 (哲學)
舉證責任（英語：burden of proof）為一哲學方法，源自古典羅馬法典（拉丁語：onus probandi）在中立裁判庭前由雙方立論並反駁彼此的爭訟程序的一項規定，此規定關乎論述之勞務分工：
假設A和B分別代表兩種對立觀點。如果A取得有利的位置，B將被要求出有力的論點來捍衛自己不太有利的位置，那麼是A將舉證責任設在B的身上。如果B不能移轉舉證責任，那麼其觀點就被擊敗，即使其觀點有可能是正確的。反過來說，如果B提出比A更強的論點，那麼B就轉移舉證責任給A。
舉證責任是處理證據的基本原則。一般情況下，主張或反對某事的一方有舉證責任。
在過去，舉證責任並不是主流哲學的重要概念，因為一般認為一個論點要成功必需要有確鑿結論，必需證成而無疑。然而根據概率的理性思考，包括廣義的統計思考，提供了可能性結論，雖或有被認為過於主觀的問題。
倫理哲學近年來反省考查舉證責任在不同機構的移轉，是在科學及倫理不確定情境下無法避免的。
知識論爭議中一般共識：試圖要他人接受一件事的人有義務為那件事提供適當理據。
一般而言，讓他人接受自己的主張可得到一定利益，例如名譽、資源等等，因此在公開的思想競爭中，人們認為提出主張的人應提供證據支持其主張，用適當的代價換取可能的利益，避免享利益而不付代價之不對等，如此可確保各思想流派發揮生產力。

## 舉證責任在決定論者身上
主張非決定論的卡爾·波普爾認為哲學知識的舉證責任在決定論者身上，並提出四項理由將舉證責任轉給決定論者：程度問題、偶然問題、複雜系統預測問題、所有事件皆能料問題。

## 神學與無神論者關於神是否存在的爭論
在神學與無神論者關於神是否存在的爭論中，無神論的立論之一是採舉證責任論點，主張神若存在應由信仰者提供神存在之證據。以舉證責任為立論基礎的無神論者如安东尼·弗卢(1984)，面臨數派神學的批評及挑戰。

## 批評
有數學哲學家認為舉證責任做為哲學論證方法沒有必要，因為在解決理論問題，而不是法庭上雙方爭論的裁判問題，舉證責任是法律程序，而法庭有時需要在沒有資料情況下做出判決。舉例來說，一個反對歐幾里得的幾何學家或許會說舉證責任應該在那些說三角形三角總和等於兩個直角的人身上，而另一方只需回說那總和肯是極端靠近兩個直角，那麼舉證責任就移到了那些認為不是正好兩個直角的人身上。

### 自然主義
自然主義哲學立場常使用舉證責任來立論，但此立論很少不具爭議性，且也建立困難，在哲學上要立基於舉證責任是不安穩的。

## 臆測與主張
理性上，相信任何事都需要證據，不證自明的事要訴諸最基本的理性直覺，非不證自明的事則要以經驗證據作為基礎、或由其他已知的事證明或論證作為基礎。
理性上來說，如有充分證據顯示某事為真，應相信某事為真；如有充分證據顯示某事為假，應相信某事為假；如無充分證據顯示某事為真、亦無充分證據顯示某事為假，應對某事之真假存疑。「不相信某事（為真）」經常用於描述對某事真假存疑的想法，然而有時也指「相信某事為假」，須視具體情況判斷。
猜想或臆測（supposition）是依賴彼此的共同信念，只要雙方同意即可，雙方均不擔負舉證責任。斷定或斷言、主張、宣稱、聲明（assertion）則認定了一件事是真的，一般也相當於要求他人認同，因此須擔負舉證責任。預設（presumption）則界於兩者之間，沒有直接的舉證責任，但有責任反駁與之衝突的證據。

## 與無罪推定的關係
現代法治國家多半遵守無罪推定原則：「如沒有充分證據證明被告有罪，則推定被告無罪」，這麼做主要是基於避免冤獄及栽贜等倫理考量，以及「有充分證據證明被告無罪」的現實困難。
一個人事實上有罪但法律上推定無罪是有可能發生的。「法律上推定無罪」只是一種實務上的認定，並不等同於「事實上無罪」，如將無罪推定原則擴大解讀為「如沒有充分證據證明被告有罪，則事實上被告無罪」，便是不恰當的推理。

## 相關概念
- 可證偽性、批判理性主義
- 訴諸無知

## 外部連結
- （英文）Burden Of Proof - Definition & Examples（页面存档备份，存于）